# Abbott i Costello lecą na Marsa
Abbott i Costello lecą na Marsa (ang. Abbott and Costello Go to Mars) – amerykański  film komediowy z 1953 roku z udziałem znanego w tamtych czasach duetu komików Abbott i Costello. 

## Fabuła
Kolejny film z popularnej w latach czterdziestych i pięćdziesiątych serii "Abbott i Costello". Jest to opowieść o Lesterze i Orville'u. Orville pracuje jako szkolny dozorca i pewnego dnia przypadkowo ląduje w ciężarówce Lestera, dostawcy, który udaje się do centrum kosmicznego. Bohaterowie uruchamiają rakietę, która wkrótce miała lecieć na Marsa. Wylądują w Nowym Orleanie, podczas Mardi Gras. Wielość kolorowych strojów i nieziemskich przebrań przyprawi ich o dreszcze. Potem zostaną zmuszeni przez dwóch bandytów do ponownego lotu w kosmos. Tym razem dolecą aż do Wenus; planety kobiet, gdzie mężczyźni już nie istnieją. 

## Obsada
- Bud Abbott - Lester
- Lou Costello - Orville
- Mari Blanchard - Allura
- Robert Paige - dr Wilson
- Horace McMahon - Mugsy
- Martha Hyer - Janie
- Jack Kruschen - Harry
- Joe Kirk - dr Orvilla
- Jean Willes - kapitan Olivia
- Anita Ekberg - strażniczka z Wenus
- Renate Hoy - Handmaiden (Miss Germany) (Renate Huy)
- Harry Shearer - Boy